# Hermann Lippusch
Hermann Lippusch (* 24. Jänner 1968) ist ein ehemaliger österreichischer Fußballspieler und nunmehriger -trainer.

## Karriere

### Als Spieler
Lippusch spielte bis 1990 bei der DSG Klopeinersee. Zur Saison 1990/91 wechselte er zum SAK Klagenfurt. Mit dem SAK stieg er 1995 in die zweite Liga auf. Sein Debüt in der zweithöchsten Spielklasse gab er im August 1995, als er am ersten Spieltag der Saison 1995/96 gegen den Favoritner AC in der Startelf stand und in der 73. Minute durch Mario Pihorner ersetzt wurde. Bis Saisonende kam er zu 29 Zweitligaeinsätzen, in denen er vier Tore erzielte. Nach einer Spielzeit stiegen die Klagenfurter aber wieder aus der zweiten Liga ab.
Nach sechseinhalb Jahren beim SAK wechselte Lippusch im Jänner 1997 zum VST Völkermarkt. Zwischen 1999 und 2000 spielte er für den FC Poggersdorf, von 2000 bis 2003 für den SK Kühnsdorf. Zur Saison 2003/04 schloss er sich dem ASKÖ St. Michael/Bleiburg an. Zur Saison 2005/06 wechselte er wieder zu Kühnsdorf. In der Rückrunde der Saison 2007/08 spielte er vier Mal für den SC Diex. Zwischen 2008 und 2011 setzte er sich 13 Mal als Trainer des ASKÖ Mittlern selbst ein.

### Als Trainer
Lippusch übernahm zur Saison 2006/07 den sechstklassigen SK Kühnsdorf, bei dem er zu jenem Zeitpunkt als Spieler tätig war, als Trainer. Mit Kühnsdorf stieg er am Saisonende in die Unterliga auf. Im Februar 2008 übernahm er den sechstklassigen ASKÖ Mittlern, mit dem er 2011 auch in die Unterliga aufstieg. Im August 2011 wurde er durch Michael Geyer ersetzt. Ab Oktober 2011 trainierte er in der Jugend des SAK Klagenfurt.
Im September 2012 übernahm er die sechstklassige WSG Brückl als Cheftrainer. In der Winterpause der Saison 2012/13 wechselte er zum ebenfalls sechstklassigen SV St. Margareten/Rosental. Im September 2013 trennte sich St. Margareten von ihm. Im September 2015 wurde Lippusch Trainer des fünftklassigen SC Ulrichsberg. In der Winterpause der Saison 2017/18 musste er Ulrichsberg verlassen. In der Saison 2018/19 trainierte er in der Jugend des VST Völkermarkt. Zur Saison 2020/21 wurde er Co-Trainer des Frauenteams von ATUS Ferlach.